# (19008) Kristibutler
(19008) Kristibutler (2000 RV70) – planetoida z pasa głównego asteroid okrążająca Słońce w ciągu 4,96 lat w średniej odległości 2,91 j.a. Odkryta 2 września 2000 roku.